# Hüttikon
Hüttikon (toponimo tedesco) è un comune svizzero di 920 abitanti del Canton Zurigo, nel distretto di Dielsdorf.

## Monumenti e luoghi d'interesse

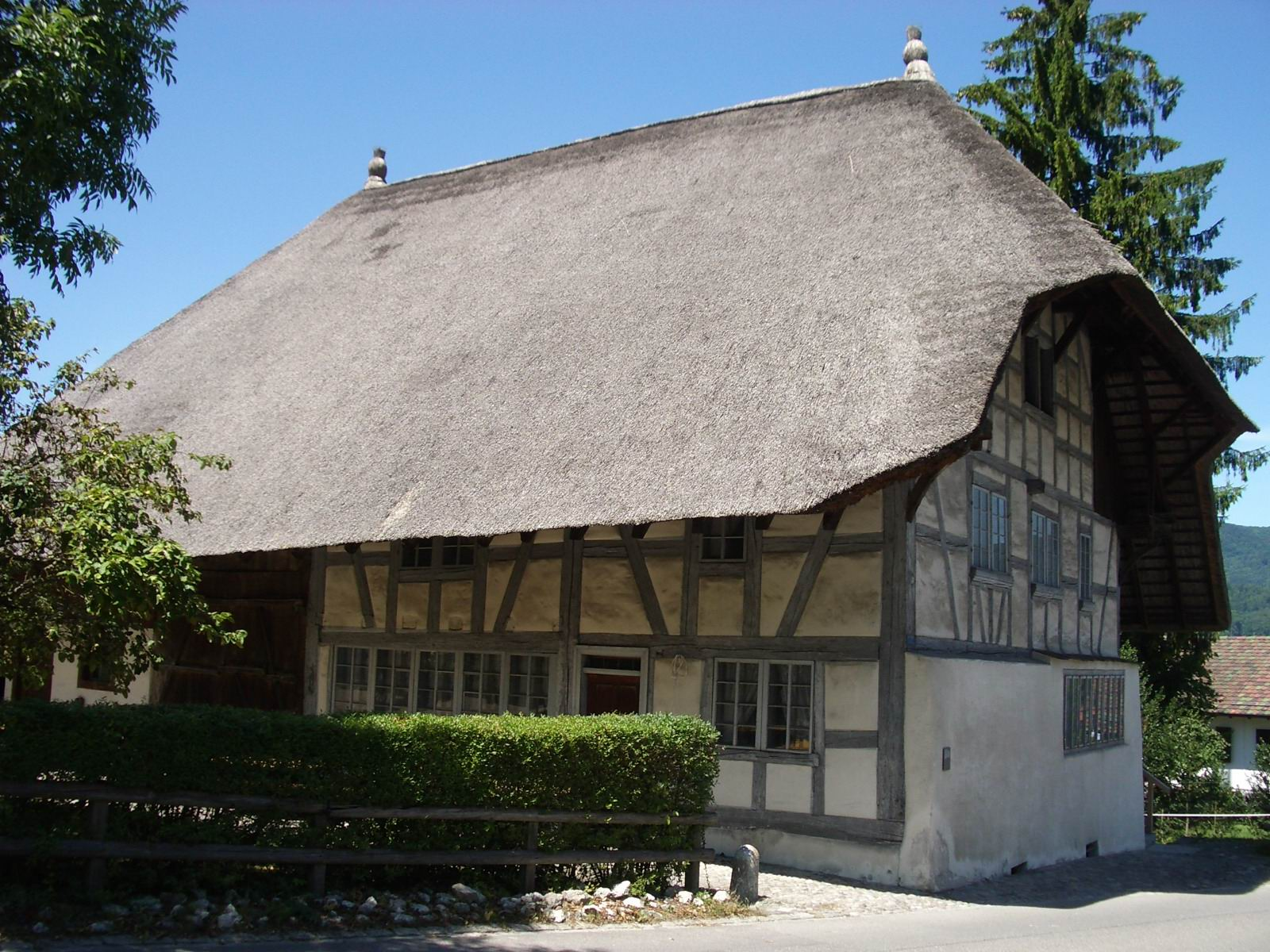
Casa Stadtmann

- Casa Stadtmann o Strohdachhaus, eretta nel 1682[1].

## Società

### Evoluzione demografica
L'evoluzione demografica è riportata nella seguente tabella:
Abitanti censiti

## Economia
A Hüttikon ha sede dal 1845 l'azienda di incisione e di stampa Güller Söhne.

## Amministrazione
Ogni famiglia originaria del luogo fa parte del cosiddetto comune patriziale e ha la responsabilità della manutenzione di ogni bene ricadente all'interno dei confini del comune.